# 絶対に笑ってはいけない青春ハイスクール24時!
『絶対に笑ってはいけない青春ハイスクール24時!』（ぜったいにわらってはいけないせいしゅんハイスクールにじゅうよじ）は、2019年12月31日（火）18:30（午後6時30分） - 2020年1月1日（水）0:30（午前0時30分、JST）まで日本テレビ『ダウンタウンのガキの使いやあらへんで! 大晦日年越しSP』として放送された特別番組である。

## 概要
「笑ってはいけないシリーズ」通算17作目。シリーズとして「令和」最初の作品となる。2005年放送の『絶対に笑ってはいけない高校』および2012年放送の『絶対に笑ってはいけない熱血教師24時』に続き、高校が舞台となるのは3度目となる。総合演出は、『行列のできる法律相談所』『世界一受けたい授業』『有吉反省会』などを手がける高橋利之が務めた。
前年に放送された『トレジャーハンター』が近年の中でも視聴率がかなり低下してしまった事を受けて、本作では例年行われていた一部コーナーの統廃合が行われ、恒例となっていた「レクリエーション企画」「捕まってはいけない○○」は特別訓練と称した「脱出ゲーム」に統合され、「暴露シリーズ」「絶対に驚いてはいけない（怖がってはいけない）○○」といった基幹コーナーの一部は廃止され、「上島軍VS出川軍の闘い」は対決形式を廃した形に変更された。また、シリーズ開始当初から全作に出演していた板尾創路や、VTR企画の常連だったジミー大西が登場しないなど、キャスティング面の変化も見られ、良くも悪くも令和の新しい笑ってはいけないとなっている。(番組の記者会見では松本も「去年はあまり面白くなかったですけど、今年は最後にふさわしい出来になってるんじゃないですか。」とギャグと自虐を織り交ぜた発言をしており、遠藤も本作の完成度について「今年は例年とは違う。毎年すごいゲストの方出ますけど、今年は特にすごかった。」そして田中も「今までで一番驚いた。」と罰を受ける側でありながら絶賛していた。)
学校到着後からは、画面右上に状況を説明するテロップが表示されるようになった。第26巻として2020年12月16日に本編ディスク4枚に加え、特典ディスク1枚のデジパック仕様の初回限定版DVDと、本編ディスク2枚組と特典ディスク1枚が入ったデジパック仕様の初回限定版Blu-rayバージョンと本編を1枚ずつ4巻に分けた通常版DVDの3種類が発売された。

## メンバー
2007年12月31日放送の『絶対に笑ってはいけない病院24時』以降は、ガキの使いメンバー5人で実施され、罰ゲームを受ける。
| 青春ハイスクール24時のメンバー （台詞テロップの色） | 第一印象                   | お仕置き（ケツバット）を受けた回数                 |
| --------------------------------------------------- | -------------------------- | -------------------------------------------------- |
| 松本（赤■）                                         | 筋肉美が映えるピチピチ制服 | 322回                                              |
| 浜田（青■）                                         | 毎度決まりのおかっぱヅラ   | 279回（ペットボトルロケットの刑1回）               |
| 方正（緑■）                                         |                            | 200回（タイキック1回、ビンタ1回、キス1回）         |
| 遠藤（橙■）                                         |                            | 226回（タイキック1回、エアプレーンスピン1回）      |
| 田中（紫■）                                         |                            | 204回（タイキック2回、ビンタ1回、ボンタン狩り1回） |
| 藤原（黒■）                                         |                            | -                                                  |

浜田以外の4人は、学生服を着用しての罰ゲーム執行は今回で2度目である。

## 舞台
舞台は、「県立ヘイポーお豆ヶ丘高校（豆高）」（茨城県つくば市の旧つくば市立筑波東中学校・つくば市立筑波西中学校跡地（両校とも2018年閉校）とつくばウェルネスパークでのロケ）。

## 視聴率
番組平均視聴率は第1部（18:30 - 21:00）が16.2%、第2部（21:00 - 翌0:30）が14.6%だった（ビデオリサーチ調べ、関東地区・世帯・リアルタイム）。紅白の裏番組として10年連続で民放の首位となった。
2020年1月4日（土）に放送された『完全版SP!!』は10.2%を記録した（ビデオリサーチ調べ、関東地区・世帯・リアルタイム）。

## 出演者

### 本編
レギュラーメンバー
- ダウンタウン（松本人志・浜田雅功）
- 月亭方正
- ココリコ（遠藤章造・田中直樹）

引率
- 藤原寛（ダウンタウン元マネージャー・吉本興業代表取締役副社長） - 金八先生をイメージした衣装。

グラウンド
藤原学園ラグビー部（ラグビー日本代表）
- 稲垣啓太 - 笑わない男
- 田中史朗 - 小さな巨人
- 堀江翔太 - ドレッド番長
- 福岡堅樹 - ミスター文武両道
- 松田力也 - 天才キッカー

高校行きバス内
- 小峠英二（バイきんぐ） - 助監督
- 草彅剛（新しい地図） - 村西剛　
- チョコレートプラネット（長田庄平・松尾駿） - 刑事・人質
- 神木隆之介 - 犯人

脱出ゲームする場所行きバス内
- 田口トモロヲ - 声
- 千鳥（大悟・ノブ）
- 坂上みき - 声
- 芦名星 - 女漫才師
- 広瀬アリス - 女漫才師
- 横山だいすけ - バス内で暗い気持ちを明るくしに来た歌のお兄さん。
- 小林よしひさ - バス内で暗い気持ちを明るくしに来た体操のお兄さん。

高校内
- 天海祐希 - 阿久津真矢理事長
- 校内販売で阿久津理事長が大好きなクリームパンが売り切れて責められて困っているパン屋さん
- タイキックのムエタイ選手（ハーカム･ナロンパット）
- ココリコの田中にボンタン狩りをしたヤンキー2人

放送室
- 加藤浩次（極楽とんぼ） - 放送部長
- 花崎阿弓 - 放送部員（水卜麻美のそっくりさん）
- 近藤春菜（ハリセンボン） - 放送部員
- 宮崎哲弥 - 放送部員
- 菊地幸夫 - 放送部員
- ロバート・キャンベル - 無断でアルバイトをして謝罪会見をした生徒。
- モーリー・ロバートソン - 無断でアルバイトをして謝罪会見をした生徒。
- 吉村崇（平成ノブシコブシ） - 放送部のニュースに感動してスタジオを訪れた後に加藤や春菜に殴られ、さらに加藤に服を破られた生徒。

男子トイレ
- 伊東四朗 - いじめられっ子
- 柾木玲弥 - 伊東をいじめていたヤンキー

地獄の脱出ゲーム
- ケンドーコバヤシ - 司令官
- 成田凌 - 助っ人

スケバン刑事
- 南野陽子 - 2代目麻宮サキ
- 那須川天心 - タイキック執行人

未成年の主張をする場所に行く途中
- 伊東をいじめていたヤンキー
- 伊東四朗 - いじめられっ子

未成年の主張
- 中島イシレリ
- 鈴木福
- 山下真司
- 岩橋良昌（当時・プラス・マイナス）

生徒指導室
- 香取慎吾（新しい地図） - 教師

応援団の公開練習
- 陣内智則 - 応援団長
- 長嶋一茂 - 応援団員
- 滝沢カレン - 応援団員
- 浜口京子 - 応援団員
- パンツェッタ・ジローラモ - 応援団員
- コウメ太夫 - 応援団員

保護者会
- ケンドーコバヤシ - 保護者会の議長担当の教師
- 武田真治 - 教師
- 水野美紀 - 伊東の母親
- 友近 - 宅配ピザ屋の西尾一男として登場し、宅配を間違えて来たが話を聞いて保護者の水野と揉め、説教した。
- 原田龍二 - 不倫した教師
- 金子恵美 - 保護者
- 宮崎謙介 - 保護者
- 袴田吉彦 - 保護者
- 原田に怒って暴力を振るおうとする保護者（勝俣瞬馬、渡瀬瑞基、上野勇希）

演劇部
- どぶろっく（森慎太郎・江口直人） - 演劇部員
- 稲垣吾郎（新しい地図） - 演劇部員

漫才デスマッチ
- ラルフ鈴木（日本テレビアナウンサー） - 実況&進行
- デンジャラス飯野（飯野雄貴） - ツッコミ担当
- 川島省吾（劇団ひとり） - ボケ担当

ものまね特待生クラス
- 原口あきまさ
- 山本高広
- ミラクルひかる
- メルヘン須長
- 中村喜伸
- せいや（霜降り明星） - アホの坂田先生
- 蓮見翔 - エキストラ 

ホームルーム
- 武田鉄矢 - 担任教師

卒業式
- 博多大吉（博多華丸・大吉） - 学年主任
- 蝶野正洋 - 体育教師
- 新しい地図（草彅剛、香取慎吾、稲垣吾郎）
- 伊東四朗 - いじめられっ子
- 蓮見翔 - エキストラ

エンディング
- 斉藤敏豪 - 初代校長・ヘイポー
- PUFFY - エンディングソング（「これが私の生きる道」の替え歌）

### 完全版
新人教室
- 真壁刀義 - 二宮金次郎
- 浅見千代子 - 口裂け女

地獄の脱出ゲーム
- 霜降り明星（せいや・粗品）
- ミキ（昴生・亜生）
- EXIT（りんたろー。・兼近大樹）

未成年の主張
- 福田起弘（元・今昔庵 オーナー）
- 稲垣啓太（ラグビー日本代表）

理科室
- 佐野史郎 - 科学部顧問
- ケンドーコバヤシ - 科学部副顧問
- 上島竜兵（当時・ダチョウ倶楽部） - 科学部員
- 出川哲朗 - 科学部員
- 原西孝幸（FUJIWARA） - 科学部員
- 岩尾望（フットボールアワー） - 科学部員
- クロちゃん（安田大サーカス） - 科学部員
- 小宮浩信（三四郎） - 科学部員
- 昴生（ミキ） - 科学部員
- 稲田直樹（アインシュタイン） - 科学部員

## 主な出来事
バス車内
- 最初に罰を受けたのは、「みんなバスで乗ろう」と言いながら1人だけバスに乗りこみ、乗ってこない他の人に対して笑った松本である。

卒業式
- 蝶野がいつも通り「ガァッデム!!」と叫んで登場した瞬間2020年の年が明けた。
- 蝶野はゴルフボールで負傷した状態で登場。パターゴルフによる犯人探しを行い、例年通りに方正が制裁を受けた。ちなみに検証に用いたゴルフボールは日産自動車の自動運転技術「ProPILOT」を応用した「ProPILOT GOLF BALL」だったことが完全版で判明した。（ゴルフボールの正体についてはDVDではカット）
- 「給食で余った2本の牛乳を飲み干せば許す」というチャンスを与えられた方正は早速挑戦するが、2本目が異常なまでに長い瓶だったため、当然飲み干せずビンタを受けた。
- 蝶野の退場後、草彅、香取、稲垣（新しい地図）が揃って登場。それぞれメンバーにメッセージを述べた後、「世界に一つだけの花」を若干アレンジしたような前奏を流しながら、結局は1本満足バーのCMソングを歌唱した。

エンディング
- ヘイポーが締めのあいうえお作文の披露に登場。
- 校舎へ退場したヘイポーを全裸監督に扮した草彅がインタビューし、笑いの刺客たちが一言ずつメッセージを繋げ、エンディングソング「これが私の生きる道」へつなげた。

## DVDだけの未公開
書の名前が全てダウンタウンの同級生、浜田少年の人体模型などの仕掛けがあった。しかし、それで笑う者はいなかった。

## スタッフ
- 企画構成：松本人志、浜田雅功
- ナレーター：広中雅志、垂木勉、田口トモロヲ、坂上みき
- 構成：高須光聖/塩野智章、鈴木雅貴、西田哲也、八代丈寛、白武ときお/堀江B面、辻健一、橋本圭太朗、紀平大智/深田憲作、高橋邦彦、関根太郎/ゴージャス染谷、河野有、渡邉勇穂/松本真一、宮本有美香/石原健次、樅野太紀、谷口マサヒト/ビル坂恵、成瀬正人、大谷裕一
- TM：新名大作
- TD/SW：林洋介
- TDsub：山内新太
- CAM：岩倉康宏、中込圭、井上大輔、海野亮、出野裕史、岩佐淳司
- VE：加藤大助、明庭保昭、柳原拓実、寺井赳博
- MIX：木村宏志、高岡彰吾、板橋翔、南雲長忠
- AUD：榊原大輔、村元天峰、滝口祐造
- モニター：吉邑光司
- イントレ：城石泰志
- LD：山内圭
- LO：高橋正彦、大矢晃、菅原佑介、帯金貴子
- デザイン・イラスト：安居院一展
- 美術プロデューサー：稲本浩、山本澄子
- デザイン：北原龍一、大住啓介、小川裕史
- 大道具：入江豊、伊集院正幸、永瀬雅俊、泉慎一、鷲嵜季映、今泉寿浩
- 小道具：佐々木洋平、蛭川正規
- 持道具：市橋理恵、道下譲
- 衣裳：川上紗也加、珍田愉華
- 電飾：原口まどか、平ノ内厚夫
- 特殊効果：内山栄一
- 結髪：内田陽子
- 特殊メイク：自由廊
- メイク：Office MAKISE、TEES、山田真歩
- フードコーディネーター：あまこようこ、佐世あやか、荒井まり子
- 車両：長谷川博和（ロケット・バス）
- リサーチ：野村直子（vispo）、今井伸介
- CG：グレートインターナショナル、オムニバス・ジャパン
- 楽曲制作：坂本秀一
- 振付：Akari
- ボスプロコーディネーター：若宮慎也、山本信一
- データコーディネーター：園田行以、森田祐司
- 編集：岩崎優貴、塔尾公彦（D☆DFACTORY）
- MA：大竹誠司
- TK：田中彩
- 音効：梅田堅、藤原大介、東由美、小柴大輝
- 宣伝：石尾純
- 技術協力：NiTRo、スタジオヴェルト、共立、ジャパンテレビ、バンセイ、東京オフラインセンター、ビデオウイング、共同テレビジョン、千代田ビデオ、コスモ・スペース、クロステレビ、77's、ヌーベルバーグ、東京音研映像、極東電視台、ジェイ・クルー、TOTSU、だだだ、ティスマンサービス、小輝日文、SANY、アーク・ビデオ、ヒビノベスコ、ビデオサービス、サークル、FVA、麻布リース、Tecs、YDS、共信コミュニケーションズ、はんぷ株式会社、西尾レントオール、スパイスラボ、Ginza Sakuraya、EXA INTERNATIONAL、TELCOM、ings-jbs
- 美術協力：日テレアート、中央宣伝企画、ル・オブジェ・アール・スタジオ、テレフィット、京阪商会、東京衣裳、テルミック、俳優座劇場、奥松かつら
- 撮影協力：つくば市、つくば観光コンベンション協会、つくばウェルネスパーク、いばらきフィルムコミッション、筑波山江戸屋、アーバンホテルつくば、筑波温泉ホテル、彩香の宿一望、塚越産業、Yプロダクション/茨城、タカハシレーシング、秋山メカステージ、TEMPUR、CrOCS、シャイニング、日本衝材、小学館、東京ガラス工芸研究所（通常版）、大沢牛乳、マリンフード、COREna、SKELETONICS、BODY CONDITIONING TECHNOLOGY、日産自動車、BIRDMAN、かがくの会社（完全版）
- 画像・動画提供：ロイター、AFP、アフロ、瀧康太郎記念館
- イラスト：ひげラク図絵社、スタジオ・キーストン
- 音源提供：DAM第一興商、JOYSOUND
- 協力：吉本興業
- 制作協力：charlie's ZORO、THE WORKS、ホリプロ、テレバイダー、officeDA-NA、NXエヌエックス、U-FIELD
- AD：佐藤優里、中津祐亮、横山美生、根本裕紀、長谷川貴彦、伊藤泰助、柳沼大貴、松浦直人、石川陽平、芦野昂洋
- デスク：木村りえ
- ケータリング：内野幸
- エキストラ：福原啓介
- アドバイザー：斉藤敏豪
- 制作進行：秋田忠茂（studioK）、石橋麻衣、田中信孝、津崎雄大、飯作直哉
- 協力プロデューサー：雨宮秀彦、財津功、北島直明、金沢紀子、橋本直美
- キャスティングP：中村喜伸（アンビエント）、長江康裕（吉本興業）、佐藤三羽一、伊藤真和、小紫弘三（バックアップメディア）
- AP：小川望、長谷山純子、姫野慈子、藤田志帆、豊田侑吏恵、内海阿や、南波真理奈、大野敦子、金銀善
- ディレクター：大輪和孝・本河隆志（THE WORKS）、柳瀬寿明、水賀美佑太/島田健作、諏訪裕紀、寺野慎一郎（acro）、丸谷敬典、井上将司（日本テレビ）/田中雄大（テレバイダー）、冨永琢磨（日本テレビ）、熊澤謙一（つくりて）、古川祥行、岡本将明/吉野真一郎（neo）、坂上祐生、鶴巻昌宏、古川文彦（neo）、高崎寛明/大楽和也、蒲龍太郎（日本テレビ）、中村敦、室伏幸太郎/新沢学（U-FIELD）、若菜久利/堤本幸男（バックアップメディア）、名嘉鎮士（charlie's ZORO）、鶴田哲朗（オラフズ）、小倉徹也（charlie's ZORO）
- プロデューサー：大友有一・合田伊知郎（日本テレビ）、山口敦司（THE WORKS）、佐々木誠（ホリックス）、渡辺紘子（テレバイダー）、名田雅哉（officeDA-NA）、竹部歩美、中山維夫（NXエヌエックス）、鈴木麻美（U-FIELD）、原田里美
- 演出：高橋敬治（オフィスぼくら）、田中竜登（charlie's ZORO）、藤森真実・福田龍（日本テレビ）、但木洋光（オラフズ）/黒川高（日本テレビ）
- 監修：柳岡秀一（charlie's ZORO）
- 総合演出：高橋利之（日本テレビ）
- チーフプロデューサー：森實陽三（日本テレビ）
- 製作著作：日本テレビ

## ハプニング
2019年11月6日の収録中、佐野史郎が液体窒素を入れたペットボトルが破裂する力で空中に数センチメートル浮いてその間にラーメンをすするという企画に臨んだ結果、腰椎を骨折して全治2か月と診断された。その後、佐野はツイッターで「私の負傷で笑えない状況にならないよう放送されることを、心より願っております」とコメントし、同月末には退院してドラマの仕事に復帰している。
佐野は大晦日の本編では登場せず、放送後の完全版SPの予告では科学部顧問に扮して登場するシーンが放送されていたほか、完全版SPの放送では科学部部員たちにさまざまな実験を見せたが、骨折したシーンは放送されなかった。